# Joshua Millner
Joshua Kearney Millner, detto Jerry (Dublino, 5 luglio 1847 – 16 novembre 1931), è stato un tiratore a segno britannico.

## Palmarès

### Olimpiadi
- 1 medaglia:
  - 1 oro (Londra 1908 nella carabina libera 1000 iarde)